# Scipione Salvotti
Scipione Salvotti (Verona, 13 dicembre 1830 – Bologna, 27 febbraio 1883) è stato un medico, poeta e patriota italiano.

## Biografia
Il barone Scipione "Scipio" Ippolito Salvotti von Eichenkraft und Bindeburg, figlio del magistrato austriaco Antonio Salvotti, nacque a Verona, all'epoca città del Regno Lombardo-Veneto.
Come precettore ebbe un prete che instillò in lui i sentimenti di italianità che caratterizzeranno tutta la sua vita. Affiliato alla Giovine Italia di Mazzini ne fu un attivissimo collaboratore. Questi sentimenti portarono spesso ad un conflitto ideologico con il padre benché affettuoso e di reciproca stima. Scipione studiò lettere e filosofia prima a Monaco poi a Graz e a Vienna.
Nel 1853 fu incarcerato a Theresienstadt per aver costituito a Vienna una società segreta di ispirazione mazziniana. Fu condannato a una pena detentiva di dodici anni, ma dopo due anni di detenzione l'imperatore Francesco Giuseppe gli concesse la grazia e fu liberato il 19 settembre 1855.
Si trasferì a Berlino dove si iscrisse alla facoltà di medicina laureandosi nel 1859 con una tesi sugli effetti della canapa indiana.
Nel 1862 si sposta a Torino dove viene brevemente nominato console a Costantinopoli.
Successivamente si trasferisce nel Tirolo meridionale. Nel 1877 fu accusato di attività anti-austriache, assieme ad altri patrioti che facevano capo al giornale liberale Il Trentino, fondato da Giovanni Battista a Prato, e condannato a 15 mesi che scontò nella prigione di Suben. Scontata la pena, con la salute compromessa dalla carcerazione, fu espulso dal Trentino si stabilì prima a Verona e poi a Bologna.
Nel 1880 si occupò della traduzione in italiano del libro Religioni e Religione (Religions et religion) di Victor Hugo.
Morì a Bologna nel 1883.

## Riconoscimenti
Il comune di Mori in provincia di Trento gli ha dedicato una via.

## Pubblicazioni
- De cannabis indicae VI pharmacodynamica (1859)[8]